# Comuna Rakivșciîna, Ovruci
Rakivșciîna (în ucraineană Раківщинська сільська рада) este o comună în raionul Ovruci, regiunea Jîtomîr, Ucraina, formată din satele Hunîci, Mali Moșkî, Novosilkî, Rakivșciîna (reședința), Sloboda-Novoselîțka și Velîki Moșkî.

## Demografie
Componența lingvistică a comunei Rakivșciîna
     Ucraineană (99,04%)
     Alte limbi (0,96%)
Conform recensământului din 2001, majoritatea populației comunei Rakivșciîna era vorbitoare de ucraineană (99,04%), existând în minoritate și vorbitori de alte limbi.